# Otacon
Pour les articles homonymes, voir Emmerich.
Otacon, de son vrai nom Hal Emmerich, est un personnage de jeu vidéo de la série Metal Gear. Il apparaît dans Metal Gear Solid, Metal Gear Solid 2: Sons of Liberty et Metal Gear Solid 4: Guns of the Patriots. 
Otacon est un des personnages récurrents de la série, devenu l'un des plus proches confidents du héros, Solid Snake. Son pseudonyme vient de l'abréviation Otaku Convention. À l'origine, il est un ingénieur sur le projet Metal Gear, une arme nucléaire ultime, mais depuis il lutte aux côtés du héros contre leur prolifération.  
La famille Emmerich est liée aux catastrophes nucléaires: son grand-père participa à l'un des premiers projets nucléaires, son père naquit le jour d'Hiroshima et créa l'unité reptilienne du Metal Gear Peace Walker, il a ensuite créé le Metal Gear REX et sa sœur Emma joua un rôle crucial dans la création de l'Arsenal Gear. Il tombe également amoureux de femmes liées à la mort, d'abord Sniper Wolf, membre de Fox Hound et tireuse d'élite de génie qui tombe amoureuse des personnes qu'elle traque et tue, puis Naomi Hunter, la créatrice du virus mortel FoxDie.
Dans la version originale japonaise, le personnage est doublé par Hideyuki Tanaka et dans la version anglaise, par Christopher Randolph. Dans la version française de Metal Gear Solid, il est doublé par Nicholas Mead.

## Biographie
Né en 1980, Otacon est un ingénieur en robotechnologie et un hacker (au sens où il sait modifier quelque chose, en lui apportant une amélioration, par exemple, ou tout simplement en changeant une activité première d'un objet, par une nouvelle activité qu'elle n'avait pas par défaut, officiellement) et un pirate informatique de talent. Sa famille est marquée par un sombre destin : son grand-père a travaillé sur le projet Manhattan tandis que son père, le Dr Emmerich alias Huey, est né le jour de l'explosion de la bombe A sur Hiroshima, soit le 6 août 1945. Il a une demi-sœur Emma Emmerich, née en 1991. Bien que le nom de sa mère et aucune information ne soit révélé sur sa mère si ce n'est qu'elle l'a abandonné très jeune, la communauté des fans aime à penser qu'il s'agirait du Docteur Strangelove (vue dans Metal Gear Solid : Peace Walker sur PSP), brillante scientifique qui s'est penchée sur la science de l'IA. Elle a créé une IA avec les mémoires de The Boss, elle lui a donc en quelque sorte donné une seconde vie. Le prénom de Otacon, Hal, est d'ailleurs hérité de l'IA du film 2001, L'Odyssée de l'espace.
Après la mort de sa mère, le père de Hal se remarie avec une anglaise nommée Julie Danziger, mère de Emma. Hal et Emma sont très proches et développent des liens fraternels. À l'adolescence, Hal est séduit par sa belle-mère et a une relation avec elle. En 1997, quand son père le découvre, il se suicide dans la piscine familiale en emportant accidentellement Emma avec lui. Emma survit à l'incident mais garde une profonde rancune envers son frère pour ne pas l'avoir secouru, car elle n'avait que six ans à l'époque et ne savait pas nager. L'aquaphobie d'Emma viendra d'ailleurs de ce drame.
Affecté par ces évènements, Hal s'enfuit et ne revoit plus sa famille, partie s'installer en Angleterre. Il arrête l'école et se forme en autodidacte sur Internet. Il devient un grand fan de manga et ne manque aucune Otaku Convention. Son pseudonyme lui vient de cette passion.
Il entre au Massachusetts Institute of Technology et est diplômé docteur en philosophie à l'université de Princeton. Pendant ses années universitaires, il est recruté par le FBI pour leur laboratoire de recherche, mais est finalement "remercié" après avoir pénétré leur base de données.

### L'incident de Shadow Moses
Otacon est ensuite engagé par ArmsTech, une importante société d'armement, et devient le chef-ingénieur sur le projet Metal Gear REX. Il travaille dans le plus grand secret sur l'île de Shadow Moses dans l'Alaska. Bercé par ses illusions et manipulé, il pense alors développer un système de défense mobile.
En 2005, pendant l'incident de Shadow Moses, quand des terroristes prennent d'assaut l'installation, Otacon rencontre le légendaire Solid Snake qui lui fait prendre conscience de la finalité de sa création. Otacon l'aide alors à le détruire en lui fournissant de précieux conseils. Pendant la prise d'otage, Otacon se prend d'amitié pour Sniper Wolf, une des terroristes (peut-être le syndrome de Stockholm). Snake fut amené à la tuer, ce qui perturbe Otacon et le pousse à reconsidérer sa vision de la vie.
Malgré la destruction du Metal Gear par Solid Snake, les plans de l'engin sont récupérés par Revolver Ocelot qui les vend sur le marché noir.

### L'incident du tanker
Pour lutter contre la prolifération des Metal Gear, Otacon et Solid Snake ainsi que Mei Ling et Nastasha Romanenko s'allient pour fonder l'ONG « Philanthropy ». En 2007, Otacon reçoit un courriel signé par sa sœur, Emma Emmerich, qui l'informe qu'un nouveau type de Metal Gear conçu par l'US Marine Corps et qui doit être transporté sur un bateau civil sur l'Hudson à New York. Ce courriel est en réalité un appât des Patriotes qui vise à discréditer Solid Snake et son organisation. Alors que Snake infiltre le navire-citerne, Revolver Ocelot le fait couler au large de Manhattan. Solid Snake est tenu responsable de la catastrophe écologique supposément engendrée par le naufrage.
Otacon sauve Snake et Olga Gurlukovich de la noyade.

### L'incident de la Big Shell
En 2009, Otacon reçoit de nouveau un courriel, anonyme cette fois (dont on apprend ensuite qu'il a été envoyé par Liquid Ocelot), qui l'informe qu'un nouveau modèle de Metal Gear, l'Arsenal Gear, est développé sous la structure de la Big Shell, l'usine de décontamination créée sur le lieu du naufrage du tanker, à 30 km au large de Manhattan. 
Le 29 avril, quand Solidus Snake, le troisième clone de Big Boss, prend le contrôle de la Big Shell, Snake et Otacon s'infiltrent sur la structure. Emma Emmerich, ingénieur sur le projet Arsenal Gear, fait partie des otages. Quand Otacon la retrouve, elle vient d'être grièvement blessée par Vamp et meurt dans ses bras.
Otacon parvient à surmonter sa peine avec l'aide de Snake et héliporte les autres otages jusqu'à New York. Il continue ensuite d'aider Solid Snake et Raiden jusqu'au terme de l'incident.

### La recherche de Liquid Ocelot
Otacon est toujours lié avec Solid Snake, prématurément âgé, depuis le Nomad, l'avion de transport où ils élèvent comme ils le peuvent Sunny, la fille d'Olga Gurlukovitch. Durant ses missions, Snake est aidé par Otacon qui contrôle à distance un mini Metal Gear nommé Mark 2 ou 3. Grâce à cet engin, les connaissances informatiques et l'habileté d'Otacon dans le hacking sont directement mises à disposition du héros légendaire aujourd'hui moribond.
Au cours de l'aventure ultime, Otacon tombe une fois de plus amoureux, de Naomi Hunter, mais comme à chaque épisode où il est présent, la mort et l'horreur de la guerre viennent frapper le malheureux Hal qui voit Naomi se suicider en arrêtant l'action de ses nanomachines, uniques remparts contre le cancer qui la rongeait.
Une fois de plus, comme Sniper Wolf et sa sœur, la femme qui aurait pu lui permettre d'aimer à nouveau meurt devant ses yeux. Ironie du sort, la scène se déroule à Shadow Moses, lieu où mourut Sniper Wolf dans le hangar de Metal Gear, l'engin qu'il créa, et qui demeure pour lui un fardeau moral et éthique.

### Après la chute des Patriotes
On sait peu de choses sur la vie d'Otacon après que les Patriotes ont été détruits en 2014. Otacon a officiellement adopté Sunny, qui porte son nom de famille. Selon cette dernière, depuis la mort de Naomi, Otacon refuse toute relation de longue durée avec une femme. Il enchaine les conquêtes d'un soir qu'il ramène chez lui sans jamais aller plus loin que le sexe.
Sunny, le jugeant dépressif, espère alors qu'il retrouvera l'envie de se lier sérieusement à une femme.

## Conception du personnage
Hideo Kojima avait d'abord conçu Otacon comme un hacker petit et obèse, se rapprochant du stéréotype du nerd. C'est Yoji Shinkawa qui fera de lui un homme plus grand et élancé.